# Krapiwinski
Krapiwinski (russisch Крапи́винский) ist eine Siedlung städtischen Typs in der Oblast Kemerowo in Russland mit 7450 Einwohnern (Stand 14. Oktober 2010).

## Geographie
Der Ort liegt 60 km Luftlinie südöstlich des Oblastverwaltungszentrums Kemerowo am nordöstlichen Rand des Kusnezker Beckens (Kusbass). Er befindet sich am linken Ufer des Flusses Tom.
Krapiwinski ist Verwaltungszentrum des Rajons Krapiwinski sowie Sitz der Stadtgemeinde Krapiwinskoje gorodskoje posselenije, zu der außerdem das Dorf Fomicha (6 km nordöstlich am rechten Ufer der Tom) gehört. Krapiwinski ist zugleich Sitz der Landgemeinde Krapiwinskoje selskoje posselenije mit den Dörfern Meschdugornoje (8 km südlich) und Poperetschnoje (15 km südlich) sowie der Siedlung Kamenny (8 km südwestlich).

## Geschichte
Der Ort wurde 1732 als Krapiwino gegründet. Schon zuvor Zentrum einer Wolost, wurde Krapiwino 1924 Verwaltungssitz eines nach ihm benannten Rajons. Seit 1958 besitzt es unter der heutigen Namensform den Status einer Siedlung städtischen Typs.

### Bevölkerungsentwicklung
| Jahr | Einwohner |
| ---- | --------- |
| 1911 | 725       |
| 1926 | 2481      |
| 1939 | 3041      |
| 1959 | 5365      |
| 1970 | 5061      |
| 1979 | 7238      |
| 1989 | 8207      |
| 2002 | 8110      |
| 2010 | 7450      |

Anmerkung: ab 1926 Volkszählungsdaten

## Verkehr
Nach Krapiwinski führt die Regionalstraße 32K-107, die 30 km westlich beim Dorf Panfilowo von der 32R-67 Nowosibirsk – Leninsk-Kusnezki – Kemerowo abzweigt. In der Nähe besteht auch Anschluss an die 32K-593, den bislang fertiggestellten Teilabschnitt der Autobahn durch das Kusbass aus Richtung Kemerowo. Von Krapiwinski weiter die Tom aufwärts in östlicher Richtung zur Siedlung Selenogorski verläuft die 32K-115.